# کاسالگرانده
کاسالجرانده (به ایتالیایی: Casalgrande) یک کومونه در ایتالیا است که در استان رجو امیلیا واقع شده‌است.

## خصوصیات
کاسالجرانده ۳۷٫۷ کیلومترمربع مساحت و ۱۵٬۹۳۳ نفر جمعیت دارد و ۹۷ متر بالاتر از سطح دریا واقع شده‌است.

## خواهرخوانده
شهر دوناکسی خواهرخواندهٔ کاسالجرانده هست.